# ميا إيكومي
ميا إيكومي (征海美亜 Ikumi Mia، 27 مارس 1979 – 7 مارس 2022) كانت مانغاكا يابانية اشتهرت بكونها رسَّامة طوكيو ميو ميو، سلسلة المانغا الّتي أنشأتها مع ريكو يوشيدا. كتبتْ قصَّة المانغا الأولى لها هي الأميرة النائمة في غابة بيري عندما كان عمرها 18 عامًا فقط.
توفيت إيكومي بسبب نزيف تحت العنكبوتية في 7 مارس 2022.

## أعمالها
| العنوان                         | السنة   | المراجع             |
| ------------------------------- | ------- | ------------------- |
| سوبر دول ليكا-تشان [الإنجليزية] | 1999    | [ 3 ]               |
| طوكيو ميو ميو                   | 2000–03 | [ 4 ] [ 5 ]         |
| ريبيور                          | 2004    | [ 6 ]               |
| كوي كيوبيد                      | –       | [ 7 ] [ 8 ]         |
| أمنية واحدة فقط                 | 2005    | [ 9 ] [ 10 ] [ 11 ] |
| طوكيو ميو ميو ري-تيرن           | 2020    | [ 12 ]              |

## روابط خارجية
- ميا إيكومي  في شبكة أخبار الأنمي